# William Forsythe (ator)
William "Bill" Forsythe (07 de junho de 1955, Bedford-Stuyvesant, Brooklyn, Nova Iorque) é um ator estadunidense.
Frequentemente faz filmes em papéis de personagens durões como criminosos ou policiais.

## Carreira
Trabalhando facilmente de comédias ao drama, o ator Forsythe tem sido ocupado em filmes desde os anos 80, quando ele estreou com um pequeno papel em “Smokey Bites the Dust” (1981). Além disso, ele freqüentemente aparece na televisão e no teatro, onde lançou sua carreira.
Esse nativo do Brooklyn, começou a atuar em produções teatrais locais no início da adolescência e aos 16 anos, tornou-se um profissional, aparecendo dentro e fora da Broadway. Quando jovem Forsythe, mudou-se para o sul da Califórnia. Logo depois da sua estréia no cinema, ele também fez sua primeira aparição na televisão no telefilme “The Miracle of Kathy Miller”.
Nesta fase inicial, Forsythe era geralmente escolhidos para papéis de vilões, como em sua função inovadora em “Once Upon a Time in America” (1984), no qual ele interpretou o implacável gangster “Cockeye”.
Uma das performances mais memoráveis de Forsythe também foi seu primeiro papel como protagonista, como um paciente rebelde de cadeira de rodas, que vira uma enfermaria de hospital de cabeça para baixo, em “The Waterdance” (1991).
No mesmo ano, estrelou Forsythe como “Al Capone” na adapatação para a televisão do filme de grande sucesso da década de 1990,“Os Intocáveis”.
Seus outros créditos na televisão incluem um papel principal em um telefilme da TNT como rival de Emilio Estevez, em um tributo ao Western Spaghetti de Gene Quintano, “A Dollar for the Dead” (1998).
Forsythe já integrou o elenco de três séries de TV. A primeira foi o remake de “  Os Intocáveis”; a segunda foi “UC Undercover”, produção de 2000 a 2001, a terceira foi “John Doe”, estrelada por Dominic Purcell entre 2002 e 2003. Forsythe também foi ator convidado em várias séries, a mais recente é “CSI: Miami”, na qual interpretou o Capitão Sutter em um episódio de 2010.
Forsythe trabalhou também na segunda temporada da série de grande sucesso mundial da HBO “Boardwalk Empire” interpretando o personagem “Manny Horvitz”, também conhecido como Munya, é um açougueiro e chefe do crime, na Filadélfia. Ele fornece bebidas para bares clandestinos e restaurantes. Manny é um assassino cruel, responsável pela morte de muitos personagens ao longo da série, incluindo Angela Darmody.
Em 2010, Forsythe protagonizou o drama “Dear Mr. Gacy”, no papel do notório serial killer John Wayne Gacy, responsável pela tortura e morte de 33 jovens americanos. O filme é baseado no livro de  memórias "The Last Victim " escrito pelo estudante universitário Jason Moss, que se correspondia em testes emocionais via telefone e cartas com o assassino na prisão, que acabou tendo um fim trágico.

## Filmografia parcial
- 2019 - Vingança a Sangue Frio (Cold Pursuit)
- 2011 - Motoqueiro Sem Rumo (Born to Ride)
- 2010 - Dear Mr. Gacy
- 2008 - Stiletto
- 2007 - Ilha Maldita (Hack)
- 2007 - 88 minutos (88 Minutes)
- 2007 - Vôo Explosivo (Final Approach)
- 2007 - Halloween - O Início (Halloween)
- 2006 - A Cor de um Crime (Freedomland)
- 2005 - Sharkman
- 2005 - Rejeitados pelo Diabo (The Devil's Rejects)
- 2004 - Homem Larva (Larva / Morphman)
- 2002 - O Último Suspeito (City by the Sea)
- 2002 - Dinheiro Sujo (Hard Cash)
- 2000 - Sob Fogo Cruzado (Luck Of The Draw)
- 1999 - Gigolô por Acidente (Deuce Bigalow: Male Gigolo)
- 1999 - 4 Dias Alucinantes (4 Days)
- 1999 - Um Tira Muito Suspeito (Blue Streak)
- 1999 - Camuflagem (Camouflage)
- 1998 - A Cozinha do Inferno (Hell's Kitchen)
- 1998 - Um Anjo Nas Ruas (Row Your Boat)
- 1998 - Tormenta de Fogo (Firestorm)
- 1998 - Nunca Dê Carona A Um Estranho (The Pass)
- 1997 - Réu Primário (First Time Felon
- 1996 - Gotti No Comando Da Máfia (Gotti)
- 1996 - O Substituto (The Substitute)
- 1996 - A Rocha (The Rock)
- 1995 - Doces Criminosos (Palookaville)
- 1995 - Muito Alem Do Desejo (Beyond Desire)
- 1995 - Assassino Virtual (Virtuosity)
- 1995 - Coisas Para Fazer em Denver Quando Você Está Morto (Things to Do in Denver When You're Dead)
- 1995 - Os Imortais (The Immortals)
- 1994 - Profissão: Assassino (Direct Hit)
- 1993 - Estrela Negra (Relentless 3)
- 1992 - América do Medo (American Me)
- 1991 - Fúria Mortal (Out for Justice)
- 1991 - Construindo Uma Carreira (Career Opportunities)
- 1991 - A Fúria do Justiceiro (Stone Cold)
- 1990 - Dick Tracy
- 1988 - O Sequestro de Patty Hearst (Patty Hearst)
- 1987 - O Limite da Traição (Extreme Prejudice)
- 1987 - Arizona Nunca Mais (Raising Arizona)
- 1985 - O Mercador de Almas (The Long Hot Summer)
- 1985 - Ataque em Alto Mar (The Lightship)
- 1984 - Crepusculo Selvagem (Savage Dawn)
- 1984 - Era uma Vez na América (Once Upon a Time in America)
- 1984 - Os Heróis não Tem Idade (Cloak & Dagger)